# Motet
Motet je večglasna vokalna glasbena oblika z verskim besedilom; brez inštrumentalne spremljave (izvaja ga pevski zbor a capella). Oblika se je razvila v 13. stoletju, z mnogimi modifikacijami pa je bila med skladatelji priljubljena do sredine 18. stoletja. Ime motet ima korenine v latinskem izrazu movere (gibati se), ali pa v latinizirani obliki starofrancoske besede mot (beseda). V srednjeveški latinščini se motet zapisuje kot »motectum«. 
Izjemoma so bili komponirani tudi dvoglasni moteti in moteti s posvetnim besedilom.
Eden izmed plodovitejših skladateljev te glasbene oblike je bil tudi Slovenec Jakob Gallus; njegov opus med drugim vsebuje tudi 374 motetov.

## Kaj je motet?
Vokalna polifona kompozicija z bibličnim ali podobnim proznim tekstom, ki je namenjena za uporabo v cerkveni službi.
(A vocal composition in polyphonic style, on a Biblical or similar prose text, intended for use in a church service.)

Polifona kompozicija, ki temelji na sakralnem tekstu in je po navadi peta brez spremljave.
(A polyphonic composition based on a sacred text and usually sung without accompaniment.) 

Zborovska kompozicija na nabožni tekst.
("choral composition on a sacred text," c.1380, from O.Fr. motet (13c.), dim. of mot "word," from L. mutum "grunt, murmur.")

Zborovska kompozicija brez spremljave z nabožnim besedilom; namenjena za petje kot del v cerkveni službi; izvira iz 13. stoletja.
(An unaccompanied choral composition with sacred lyrics; intended to be sung as part of a church service; originated in the 13th century.)

Beseda motet izhaja iz latinščine (movere-premikati se) ali iz latinizirane različice iz stare francoščine (mot-beseda, besedno izražanje). Srednjeveška različica latinske besede motet je motectum. V latinščini beseda predstavlja gibanje različnih glasov en proti drugim.
Po mnenju Margarete Bent (1997) je  »glasbeno delo, sestavljeno iz različnih delov z besedilom«  natančna definicija moteta, ki služi pomenu glasbene oblike od 13. do poznega 16. stoletja in naprej. To je pravzaprav zelo blizu enemu od prvih zapisov, ki obstajajo iz poznega trinajstega stoletja, ki ga je napisal teoretik Johannes de Grocheio. Grocheio je dejal, da motet »ni namenjen za vulgarne ljudi, ki ne razumejo »fines« in ne izhajajo iz nobenega užitka, ko ga poslušajo: namenjen je učenim ljudem in tistim, ki stremijo po očiščenju v umetnosti.«

## Nastanek moteta
V notredamski šoli (šola Leonina in Perotina) so postavili temelje srednjeveški polifoniji (hkratno zvenenje več glasov-kot nasprotje monofoniji/enoglasju). V 13. stoletju je kot nadgradnja nastala najpomembnejša srednjeveška oblika motet. Kompozicijska tehnika moteta je od svojega nastanka naprej odločilno vplivala na vse glasbene oblike, predvsem na mašo in tudi na posvetne oblike.
Motet je nastal iz diskantne partije (oz. klavzule) organuma tako, da so gornji glasovi dobili podložena silabična besedila- najprej duplum, ki se je imenoval motetus (tj. »glas z besedilom«, po francoski besedi le mot=beseda).
Pri motetu se torej gornji glasovi ne pojejo v dolgih melizmih, temveč imajo svoje besedilo. Besedila so dodajali tako, da je imel vsak glas svoje besedilo (kasneje so bila celo v različnih jezikih in z različno pesniško vsebino). Glasove je skladatelj uredil z modalno ritmiko. Sčasoma je duhovni pomen besedila v tenorju (cantusu firmusu) izginil – besedilo je postalo posvetno ali pa je ta glas prevzel celo inštrument. Povezave med besedilom in glasbo v smislu izraznosti v srednjeveškem motetu ni; besedila so lahko imela vse možne vsebine, ne le duhovno, kot je bilo na začetku, ko se je začel razvijati.
V 13. stoletju je nastalo na tisoče večinoma anonimnih motetov-nekateri so zbrani v Bamberškem kodeksu in v kodeksu iz Montpellierja. Kljub temu so znana tudi nekatera imena ustvarjalcev zgodnjega moteta, med katerimi so bili pomembni Franco iz Koelna, truver Adam de la Halle in Petrus de Cruce, ki je v gornjem glasu uvajal že krajše notne vrednosti. Na zanimiv način je prav to sprožilo poimenovanje naslednje dobe, imenovane Ars nove.
V Ars novi je med oblikami še vedno najpomembnejši motet, in sicer konstrukcijsko zelo zapleten izoritmični motet (v vseh glasovih se ponavljajo ritmični vzorci - ne samo cantus firmus - kar se pa ni nujno dogodilo s ponavljajočimi melodičnimi vzorci), ki je vsebinsko zajel obe zvrsti glasbe: duhovno in posvetno. Philippe de Vitry je bil en najzgodnejših skladateljev, ki je uporabil to tehniko, kar je očitno privedlo do vpliva na Guillauma de Machauta, enega najslavnejših skladateljev pozno-srednjeveških motetov.
Zalo zanimiva oblika oz. tehnika, s katero so skladatelji v tistem času popestrili kompozicije, je bil hoquetus (pomeni: kolcanje – gre za razbitje melodije na dva glasova).

V tem obdobju poznamo več vrst moteta:

1. PREPROST-DVOGLASEN MOTET (motetus z besedilom, dva glasova: tenor in duplum, uporaba latinskega ali francoskega jezika)
2. DVOJNI MOTET (dve motetni besedili-dva motetusa, tretja melodija=triplum, zgornja glasova imata različni besedili, triplum pa ima več besedila in je hitrejši od moteta)
3. TROJNI MOTET (štiriglasje-tri različna besedila v zgornjih glasovih, dodan še quadruplum, uporaba latinskega, francoskega besedila)
4. KONDUKTNI MOTET (3-4 glasovi, isto besedilo glasov, so ritmično izenačeni, je že tudi virtuozen)

## Renesančni motet
Ime motet se je ohranil iz prehoda srednjega veka v renesančno glasbo, a karakter dela se je popolnoma spremenil. Medtem ko je prerasel srednjeveški izoritmični motet, so renesančni skladatelji moteta običajno opustili rabo ponavljajoče figure, znane kot cantus firmus. Guillaume Dufay je bil še prehoden skladatelj-napisal je enega zadnjih motetov v srednjeveškem izoritmičnem stilu (Nuper rosarum flores, 1436), ki je bil napisan v spomin dovršeni, popolni gradnji katedrale v Firencah, za katero je načrte zrisal arhitekt Filippo Brunelleschi. Med tem časom se je raba cantusa firma v delih kot je parodična maša, nagibala k raztegnitvi canusa firma v veličastnejše širine, v primerjavi z večglasjem nad njim; kar je bilo usmerjeno k motnosti, nejasnosti ritma, ki ga je povzročal cantus firmus, ki je prisoten v srednjeveških izoritmičnih motetih. Stopničasti, minljivi akordi, ustvarjeni v medsebojnem delovanju med mnogovrstnimi glasovi v odsotnosti močnega, jasnega udarca so poteze, ki ločijo srednjeveške od renesančnih glasovnih stilov.
Namesto srednjeveškega, je renesančni motet kratka polifona glasbena postavitev; včasih v imitacijskem kontrapunktu, za zbore v latinskem tekstu, po navadi posvetnem, ne specifično povezan z liturgijo določenega praznika, in tako ustrezen za rabo kateregakoli obredja. Teksti antifon so pogosto uporabljeni kot teksti motetov. Ta vrsta kompozicije je najbolj znana pod imenom »motet« in je v renesansi označena kot najbolj cvetoče delo.
V bistvu so ti moteti posvetni madrigali. Zveza med tema dvema formama je najbolj očitna pri skladateljih, ki so v večini pisali posvetno glasbo, še posebej pri Giovanniju Pierluigi da Palestrini, čigar teksti motetov iz Canticum Canticorum – (biblično besedilo, Pesem Solomona) so mednajbolj bujnimi in madrigalu najbolj podobnimi Palestrinovem slogu kompozicije, medtem ko njegovi madrigali, ki so napisani petrarhu v hvalo blagoslovljeni devici Mariji, ne bi bili primerni za v cerkev. Jezik besedila je bila odločilna poteza: če je v latinščini, je motet; če je v ljudskem jeziku, je madrigal. Religiozne kompozicije v ljudskem jeziku so bile po navadi imenovane madrigali spirituali (duhovni madrigali). Kot mnogo drugih madrigalov, se je renesančni motet razvil iz epizod s posameznimi frazami izvornega besedila, ki mu je omogočal neodvisno melodijo in kontrapunktični razvoj; kontrapunktične pasaže so po navadi izmenične z monodijo.
Še naprej so pisali profane motete, ki so bili po navadi pisani v latinščini in so poveličevali monarha (njegove zmage ipd.) ali včasih celo hvalo glasbe same; teme dvorne ljubezni, ki se pogosto pojavijo v srednjeveških posvetnih motetih, so bile izgnane iz renesančnih motetov. Mnogi sekularni moteti so znani kot »ceremonialni moteti«. Značilnosti ceremonialnih motetov sta bili: jasnost dikcije (saj publika po navadi ni poznala besedila - za lažje razumevanje, kar pa ne bi bilo mogoče, če bi bilo besedilo v latinščini) in jasna artikulacija oblikovne strukture (na primer: ločitev uspešnega dela teksta z ostrimi kontrasti teksture ali ritma). Adrian Willaert, Ludwig Senfl in Cipriano de Rore so bili eni najbolj vidnih skladateljev ceremonialnih motetov v prvi polovici 16. stoletja. 

Motet je bil ena najuglednejših oblik renesančne glasbe. Pomembni skladatelji renesančnih motetov:
•	Alexander Agricola
•	Gilles Binchois
•	Antoine Busnois
•	William Byrd
•	Johannes Vodnianus Campanus
•	Loyset Compère
•	Josquin Des Prez
•	John Dunstaple
•	Antoine de Févin
•	Francisco Guerrero
•	Nicolas Gombert
•	Heinrich Isaac
•	Pierre de La Rue
•	Orlando di Lasso
•	Cristóbal de Morales
•	Jean Mouton
•	Jacob Obrecht
•	Johannes Ockeghem
•	Martin Peerson
•	Giovanni Pierluigi da Palestrina
•	Thomas Tallis
•	John Taverner
•	Tomás Luis de Victoria

V drugi polovici 16. stoletja, Giovanni Gabrieli in drugi skladatelji razvijejo nov stil, večzborni motet v katerem se dva ali več zborov pevcev (ali instrumentalistov) izmenjujejo. Te vrste motet je bil včasih imenovan tudi Beneški motet, da so ga ločili od nizozemskih ali flamskih motetov napisanih drugje.

## Baročni motet
Ime »motet« je bilo v baročni glasbi ohranjeno, posebej v Franciji, kjer se je beseda navezovala na petits motets, cerkveno zborovsko kompozicijo, kateri je bila edina spremljava basso continuo; in grands motets, kateri so vsebovali instrumente od dveh do vključno celotnega orkestra. Jean-Baptiste Lully je bil pomemben skladatelj teh vrst motetov. Njegovi moteti so mnogokrat vsebovali dele za soliste in za zbor. Le-ti so bili daljši, vštevši daljša gibanja, v katerih so bili uporabljeni različni solistični, zborovski ali instrumentalni učinki. Lullijevi moteti so nadaljevali renesančno tradicijo pol-posvetnih latinskih motetov in del, kot je Plaude Laetare Gallia, napisana za krst sina kralja Louisa XIV.
Tudi v Nemčiji so pisali dela, ki so jih imenovali moteti, ki pa so bila pisana v novih glasbenih jezikih baroka. Heinrich Schütz je napisal mnogo motetov, ki so bili objavljeni v serijah, imenovane Symphoniae sacrae, nekateri v latinščini, nekateri v nemškem jeziku. 

Tudi Johann Sebastian Bach je napisal šest del, ki jih je poimenoval moteti. Njegovi moteti so relativno dolga dela, napisana v nemškem jeziku na posvetne teme za zbor in basso continuo. Bachovi moteti: 
•	BWV 225 Singet dem Herrn ein neues Lied (1726)
•	BWV 226 Der Geist hilft unser Schwachheit auf (1729)
•	BWV 227 Jesu, meine Freude (?)
•	BWV 228 Fürchte dich nicht (?)
•	BWV 229 Komm, Jesu, komm! (1730 ?)
•	BWV 230 Lobet den Herrn alle Heiden (?)

Ena njegovih kantat je zaradi svoje oblike danes razvrščena med motete:

•	BWV 118 O Jesu Christ, meins Lebens Licht (1736-1737?)

Poleg Bacha, je tudi Antonio Vivaldi pisal dela, ki jih je poimenoval "mottetti", kar pa so v bistvu italijanske baročne cerkvene kantate, napisane v latinščini s surovimi teksti. Ti teksti so bili po navadi enostavni in so opisovali navadne, poprečne teme, kot je usmiljenje Kristusa. Vivaldi, mojster oblike, kar je vzel v svoj zakup, je napisal motete v štirih stavkih, ki so vsebovali tipične značilnosti njegove strukture pozne kantate (dve ariji da capo z recitativom med njima. Nato je sledila po navadi zelo melizmatična "Alleluia", ki je dovoljevala pevcu svobodo v virtuoznosti). Primer takšne vrste njegovega moteta je In furore iustissimae irae, RV 626.
Motete, oz. posvetne madrigale je v Italiji pisal velik skladatelj na prehodu iz renesanso v barok, Claudio Monteverdi.

## Motet po J.S. Bachu'
Skladatelji 18. stoletja niso več tako pogosto pisali motetov, zaradi prevlade drugih oblik. Najbolj znano delo, ki ga uvrščamo med motete je Mozartov Ave verum corpus.
V 19. stoletju, so nemški skladatelji priložnostno napisali kak motet. Med njimi so bili skladatelji, kot je Johannes Brahms (v nemškem jeziku), Anton Bruckner (v latinskem jeziku), francoska skladatelja Camille Saint- Saëns in César Franck. Podobna dela v angleškem jeziku so poimenovana anthems, a so le-te nekateri angleški skladatelji, kot Charles Villiers Stanford, pisali motete v latinščini. Večina teh del so napisana a cappella, nekatera pa so spremljana z orglami.
V 20. stoletju skladatelji motetov zavedno imitirajo zgodnejše stile. Med te skladatelje spadajo: Ralph Vaughan Williams, Hugo Distler, Ernst Krenek in Giorgio Pacchioni.